# 3 gennaio
Il 3 gennaio è il 3º giorno del calendario gregoriano. Mancano 362 giorni alla fine dell'anno (363 negli anni bisestili).
In questo giorno la Terra può trovarsi in perielio.

## Eventi
- 69 - Le legioni romane sul Reno rifiutano di giurare fedeltà all'imperatore Galba e proclamano invece il loro generale, Vitellio.
- 1117 - Nord Italia: terremoto del 3 gennaio 1117 (circa 30 000 vittime).
- 1496 - Leonardo da Vinci sperimenta senza successo una macchina volante[1].
- 1521 - Papa Leone X scomunica Martin Lutero con la bolla "Decet Romanum Pontificem".
- 1772 - Al Teatro dei Fiorentini di Napoli debutta Li zite 'ngalera, commedia per musica di Leonardo Vinci su libretto di Bernardo Saddumene.
- 1777 - Battaglia di Princeton. George Washington sconfigge il generale britannico Charles Cornwallis.
- 1815 - Austria, Regno Unito e Francia formano un'alleanza difensiva segreta contro Prussia e Russia.
- 1833 - Il Regno Unito prende il controllo delle Isole Falkland nell'Atlantico meridionale.
- 1834 - Il governo messicano imprigiona Stephen F. Austin a Città del Messico.
- 1848 - Joseph Jenkins Roberts diventa il primo presidente della Liberia.
- 1861 - Stati Uniti d'America: il Delaware vota per non secedere dagli Stati Uniti.
- 1868 - In Giappone viene restaurato il potere imperiale ed abolito lo Shogunato.
- 1870 - Inizia la costruzione del Ponte di Brooklyn.
- 1889 - Avviene il famoso crollo mentale in pubblico del filosofo Friedrich Nietzsche a Torino, probabile effetto di una patologia neurologica.
- 1920 - Babe Ruth viene ceduto dai Boston Red Sox ai New York Yankees.
- 1925 - Benito Mussolini pronuncia il discorso col quale sancisce la svolta dittatoriale del regime fascista, sfidando la Camera dei deputati a incriminarlo e rivendicando "la responsabilità politica, morale e storica" di quanto era avvenuto di recente nel Paese ma rigettando d'essere il mandante del delitto Matteotti.
- 1926 - Il generale Theodoros Pangalos si nomina dittatore della Grecia.
- 1938
  - Franklin Delano Roosevelt fonda l'organizzazione March of Dimes.
  - Si riunisce per la prima volta negli USA la Commissione per le attività antiamericane.
- 1942 - Nasce il comando unificato ABDA nel fronte di guerra del Pacifico.
- 1944 - Grave incidente ferroviario in Spagna tra due treni; il bilancio ufficiale parla di 78 morti, le stime di un numero molto superiore, tra le 200 e le 250.
- 1946 - William Joyce (Lord Haw-Haw) viene impiccato per tradimento.
- 1954 - Iniziano ufficialmente le trasmissioni televisive del Programma Nazionale della Rai Radiotelevisione Italiana. In questa data, inoltre, va in onda la prima edizione del Telegiornale.
- 1958
  - Lo Sputnik 1, primo satellite artificiale della storia, brucia al suo rientro nell'atmosfera.
  - Si forma la Federazione delle Indie Occidentali.
- 1959 - L'Alaska diventa il 49º Stato degli USA.
- 1961
  - Gli Stati Uniti rompono le relazioni diplomatiche con Cuba.
  - Il reattore nucleare SL-1, nei pressi di Idaho Falls subisce una perdita di radiazioni, uccidendo tre operai. La radiazione viene contenuta.
- 1968 - David Gilmour entra ufficialmente a far parte dei Pink Floyd.
- 1982 - Da un'idea dell'editore Edilio Rusconi nasce Italia 1, attuale secondo canale televisivo di Mediaset.
- 1986 - L'Unione europea adotta la bandiera europea.
- 1987 - Aretha Franklin è la prima donna inserita nella Rock and Roll Hall of Fame.
- 1990 - L'ex leader di Panama Manuel Noriega si arrende alle forze statunitensi.
- 1993 - A Mosca, George H. W. Bush e Boris El'cin firmano il secondo Trattato START.
- 2000 - Esce l'ultima striscia giornaliera dei Peanuts.
- 2002 - Álvaro Uribe Vélez diventa presidente della Colombia.
- 2009 - Il primo blocco della blockchain di Bitcoin, chiamato "Genesis Block", viene minato da Satoshi Nakamoto, il creatore del protocollo.
- 2018
  - Al Palazzo Ducale di Venezia vengono rubati alcuni monili dal valore di milioni di euro.
  - Vengono rese pubbliche le vulnerabilità informatiche Meltdown e Spectre, fino a quel giorno tenute segrete.
- 2020 - Viene assassinato Qasem Soleimani a Baghdad, da un drone statunitense.

## Nati
Ci sono circa 1 290 voci su persone nate il 3 gennaio; vedi la pagina Nati il 3 gennaio per un elenco descrittivo o la categoria Nati il 3 gennaio per un indice alfabetico.

## Morti
Ci sono circa 570 voci su persone morte il 3 gennaio; vedi la pagina Morti il 3 gennaio per un elenco descrittivo o la categoria Morti il 3 gennaio per un indice alfabetico.

## Feste e ricorrenze

### Religiose
Cristianesimo:
- Santissimo Nome di Gesù
- Sant'Antero, papa
- Santa Bertilla di Marœuil
- San Blitmondo, abate
- San Kuriakose Elias Chavara, indiano, cofondatore dei Carmelitani della Beata Vergine Maria Immacolata
- San Daniele di Padova, martire
- San Fintan di Dun Blesci, benedettino
- San Fiorenzo di Vienne, vescovo
- Santa Genoveffa di Parigi, vergine
- San Gordio di Cesarea di Cappadocia, martire
- Santa Imbenia, martire
- San Luciano di Lentini, vescovo
- San Pietro Balsamo, martire
- San Teogene, martire
- Santi Teopempto e Teona, martiri a Nicomedia
- Beato Guglielmo Vives, mercedario

Religione romana antica e moderna:
- Compitalia, secondo giorno